# Pancarta

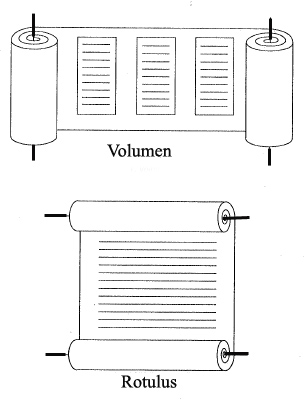
Volumen e Rotulus

La Pancarta era un documento storico medievale, redatto in un monastero, che registrava una serie, un elenco di doni al monastero stesso. Essi sono stati redatti in modo che l'intero gruppo di sovvenzioni o regali poteva essere confermato dal sovrano. Sono conosciuti in Normandia e in altre regioni della Francia settentrionale. A volte ricoprono un certo numero di anni; i doni successivi sono stati aggiunti al documento originale. Generalmente i vari sussidi erano associati con un racconto, di solito abbastanza breve, che collegava i vari doni a una breve storia della casa religiosa, l'ordine monastico. Questi documenti sono stati un prodotto frequente di ordini monastici in Normandia durante l'inizio dell'XI secolo e in seguito. Normalmente, non erano un prodotto dei funzionari laici dell'amministrazione dalle cancellerie, ma provenivano da fonti ecclesiastiche.
Lo storico David Bates ha sostenuto che il termine pancarta è stato abusato negli studi storici, facendo notare che la definizione rigorosa del termine è "una carta che riproduce il testo o altro di una carta". Il punto importante per Bates è che il documento duplica l'originale diplomatica sulla carta copiata.
A volte la pancarta fu ricopiata dopo che erano state fatte numerose aggiunte all'originale, e occasionalmente questo potrebbe portare a errori nella cronologia, come le aggiunte all'originale potrebbero essere state fatte senza rispettare l'ordine effettivo delle donazioni. Lo storico Marjorie Chibnall afferma che lo storico medievale Orderico Vitale ha utilizzato pancarte di varie case monastiche, ora perdute, di vari ordini monastici Normanni come fonti per i suoi scritti storici. Le pancarta pervenute sino a noi sono importanti non soltanto per la loro registrazione delle carte ora perdute, ma anche per la comprensione della storia della scrittura storica.
La pratica di scrivere "pancarte" ha influenzato i monasteri inglesi, che erano in contatto con le casate dei Normanni dopo la conquista normanna dell'Inghilterra nel 1066. I cartulari post-conquista, come ad esempio il Hemming's Cartulary (Cartulario di Hemming), presenta molte somiglianze con i pancarta Normanni. Più tardi, durante il Regno di re Enrico II d'Inghilterra, gli scrittori monastici Abbas Benedictus, Ruggero di Hoveden, e Ralph Diceto hanno anche elaborato pancarta quando hanno inserito documenti nelle loro narrative, anche se le loro cronache o storie collegate erano molto più elaborate rispetto a molte altre pancarte.